# Afroinsectivora
Afroinsectivora — клада ссавців, що об'єднує тенрекоподібних (Afrosoricida) і стрибунцеподібних (Macroscelidea).

## Класифікація
- клада Afroinsectivora містить такі сучасні родини:
  - ряд Macroscelidea
    - родина Стрибунцеві (Macroscelididae) — 20 видів

  - ряд Afrosoricida
    - родина Златокротові (Chrysochloridae) — 21 вид
    - родина Потамогалові (Potamogalidae) — 3 види
    - родина Тенрекові (Tenrecidae) — 31 вид